# لکه‌یابی
در حوزه پردازش تصویر، لکه‌یابی به معنای آشکارسازی نقطه یا ناحیه‌هایی از تصویر است که در خصوصیاتی چون روشنایی یا رنگ نسبت به محیط اطراف خود متفاوت باشند.
توده‌ها یک توصیف تکمیلی از ساختارهای تصویر برحسب ناحیه را که توسط آشکارسازهای لبه و گوشه قابل دستیابی نیستند، فراهم می‌کنند.
با این وجود توصیف‌کننده‌های توده اغلب شامل یک نقطه مرجع هستند و این باعث می‌شود که بسیاری از توصیف‌کننده‌های لکه به عنوان آشکارساز نقاط مورد علاقه نیز مورد استفاده قرار گیرند.
لکه‌یاب‌ها می‌توانند ناحیه‌هایی از تصویر را که بسیار نرم هستند و با آشکارسازهای نقاط مورد علاقه قابل آشکارسازی نستند را آشکار کنند. در کارهایی که اخیراً صورت گرفته از لکه‌یاب‌ها برای به‌دست آوردن ناحیه‌های مورد علاقه برای انجام پردازش‌های بیشتر استفاده می‌شود.
یکی از جدیدترین الگوریتم‌های توصیف ناحیه‌های مورد علاقه الگوریتم MSRE است که توسط Matas و همکارانش در سال ۲۰۰۲ ارائه شده است.